# Juridisk översiktskurs
Juridisk översiktskurs eller jöken (jfr Juridisk introduktionskurs (jiken) eller Juridisk grundkurs) är en universitets- eller högskolekurs på grundnivå som inleder de juridiska studierna på vissa universitet i Sverige. Den är vanligen på 15 högskolepoäng. Tidigare benämndes den  Propedeutik översiktskurs, gemenligen kallad "proppen".
Kursen kan läsas som fristående kurs eller som en kurs inom vissa rättsvetenskapliga eller ekonomiska universitetsprogram. Den erbjuds även i distansform vid vissa lärosäten. Kursen kan vanligen inte tillgodoräknas som en del av första terminens studier vid juristprogrammet.
Höstterminen 2017 erbjöds kursen som fristående kurs vid följande lärosäten:
- Lunds universitet
- Uppsala universitet
- Stockholms universitet
- Göteborgs universitet
- Umeå universitet
- Mittuniversitetet
- Luleå tekniska universitet
- Högskolan i Halmstad
- Högskolan Väst